# Abaza Muhàmmad Paixà
Abaza Muhàmmad Paixà fou un militar otomà d'origen abkhaz. Era beilerbei (governador) de Maraix quan fou cridat per participar en la guerra contra Rússia (1769) en cooperació amb el Khan de Crimea. Va assolir el comandament de la plaça de Bender. Va participar en l'aixecament del setge de Choczim, però atacat en aquesta ciutat i abandonat per les tropes, va haver de fugir; fou enviat a Moldàvia però no va poder defensar aquest país. Va participar com a comandant de l'ala dreta en la batalla de Kaghul (1 d'agost de 1770) després de la qual es va presentar a Ismail i fou nomenat governador de Silístria, però en fou destituït aviat per malversació i es va exiliar a Kustendil. Conquerida Crimea pels russos fou posat al front d'un grup militar que va a Crimea però va refusar desembarcar i va retornar a Sinope on fou empresonat i se li va tallar el coll (1771).